# Gu Tan
Gu Tan (chinesisch 顧譚 / 顾谭, Pinyin Gù Tán) war ein Beamter der Wu-Dynastie zur Zeit der Drei Reiche im alten China.
Sein Vater Gu Shao, der Sohn des Gu Yong, heiratete eine Tochter Sun Ces. Als Jüngling trat Gu Tan in die Dienste des Kronprinzen Sun Deng. Nach dessen Tod 241 blieb er am Hof und geriet beim Streit der Prinzen Sun He und Sun Ba zwischen die Fronten. Er versuchte zunächst wie Lu Xun zu vermitteln, aber Sun He verbannte ihn mit seinem Bruder Gu Cheng in die Jiao-Provinz (heutiges nördliches Vietnam).